# سیارک ۱۴۳۱۳
سیارک ۱۴۳۱۳ (به انگلیسی: 14313 Dodaira، نامگذاری:1976UZ7) چهارده هزار و سیصد و سیزدهمین سیارک کشف شده‌است که در ۲۲ اکتبر ۱۹۷۶ کشف شد.
قدر مطلق سیارک برابر ۱۳٫۱۰ است.